# Vidar Stenborg
Vidar Stenborg (Eskilstuna, 24 maggio 1894 – Eskilstuna, 30 luglio 1960) è stato un calciatore svedese, di ruolo difensore.

## Carriera
Con la sua Nazionale partecipò ai Giochi olimpici del 1920.